# Trnovo (kanton sarajewski)
Trnovo – wieś w Bośni i Hercegowinie, w Federacji Bośni i Hercegowiny, w kantonie sarajewskim, siedziba gminy Trnovo. W 2013 roku liczyła 67 mieszkańców, z czego większość stanowili Serbowie.